# Brangas silumena
Brangas silumena is een vlinder uit de familie van de Lycaenidae. De wetenschappelijke naam van de soort werd als Thecla silumena in 1867 gepubliceerd door William Chapman Hewitson.